# Artá
Artá (catalansk: Artà) er en by og kommune i det østlige Spanien på øen Mallorca i provinsen De Baleariske Øer. Den har et indbyggertal på 8.387 (2024) indbyggere.